# Palazzo degli Uffici (Roma)
Il Palazzo Uffici è un edificio di Roma che si trova nel quartiere dell'EUR.
Opera di Gaetano Minnucci, fu il primo palazzo di tale nuovo quartiere a essere completato, nel 1939, e adibito a sede degli uffici dell'allora Ente esposizione universale di Roma; ricopre tuttora tale compito anche dopo la trasformazione societaria di detto Ente in EUR Spa.

## Storia

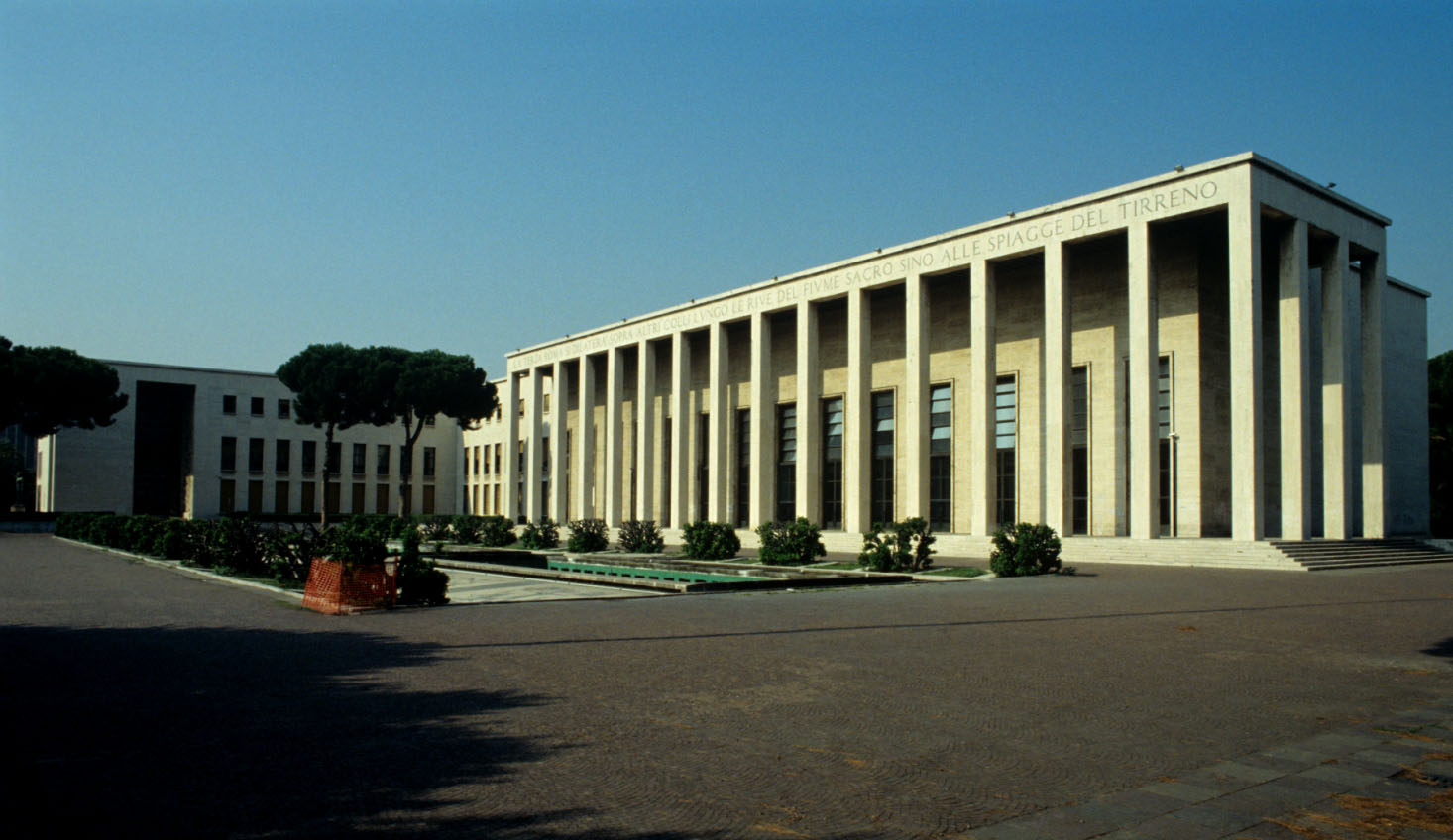
Palazzo degli Uffici lato piazzale delle fontane, 13 settembre 1992

Fu progettato dall'ente che organizzò l'esposizione universale nel 1937. Fu ultimato nel 1939.
Fu il primo palazzo del quartiere ad essere ultimato, su progetto dell'architetto Gaetano Minnucci, capo dell'allora Servizio Architettura parchi e giardini. Egli ricevette l'incarico il 25 ottobre 1937. Il progetto fu supervisionato da Marcello Piacentini e dall'ing. Salatino del servizio tecnico dell'EUR e la sua costruzione fu diretta dall'architetto Pietro Ferri.
Dopo l'8 settembre 1943 l'edificio fu occupato da un comando delle truppe tedesche, poi usato come infermeria e successivamente, dopo il gennaio del 1945 fu sede di una direzione dell'esercito inglese sino al 1946.

## Rifugio antiaereo
Al di sotto del palazzo degli Uffici nel 1937/38 fu costruito un rifugio antiaereo di 450 m² comprendente vari ambienti accessoriati ed aerati, con la capacità di ospitare circa 300 persone; negli anni passati i locali venivano utilizzati per mostre e manifestazioni poi chiusi per ragioni di sicurezza.

## Descrizione

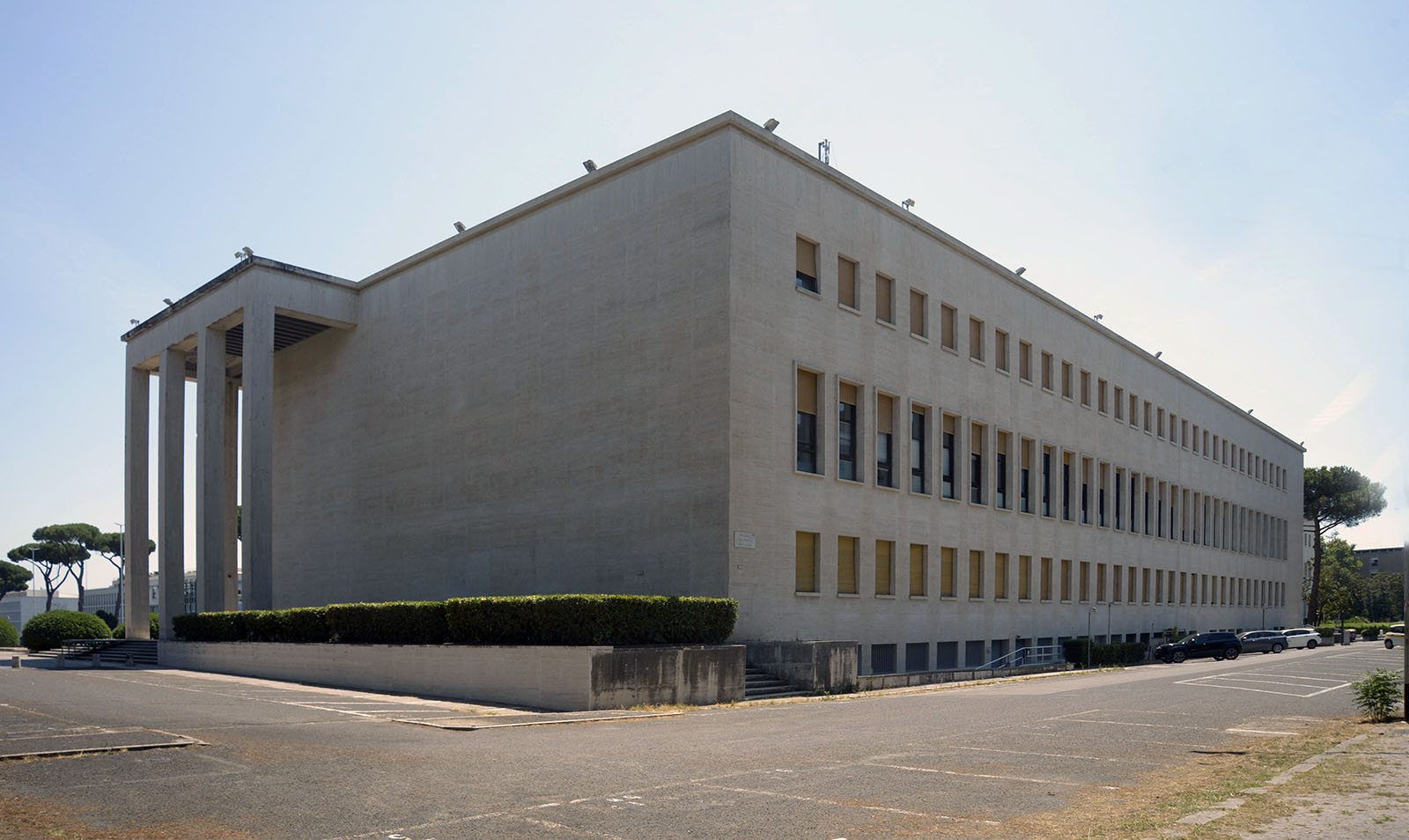
Lato posteriore

Il palazzo è composto di due corpi di fabbrica perpendicolari: uno quadrato con cortile centrale sede del commissariato gestore dell'ente EUR, un altro rettangolare aperto al pubblico, uniti tra di loro tramite un elemento di raccordo. Il palazzo consta di fontana con diciotto vasche decorate con marmi bicromi (bianco e nero), di decorazione a riquadri di Gino Severini, Giulio Rosso e Giovanni Guerrini.
| Decorazioni di G. Severini    | Decorazioni di G. Severini | Decorazioni di G. Severini | Decorazioni di G. Rosso           | Decorazioni di G. Rosso | Decorazioni di G. Guerrini        | Decorazioni di G. Guerrini  | Decorazioni di G. Guerrini |
| Site verso i bacini al centro | Site verso il viale        | Site verso l'edificio      | Site verso l'ingresso del palazzo | Site verso il viale     | Site verso il parco               | Site verso il viale         | Site verso il palazzo      |
| ----------------------------- | -------------------------- | -------------------------- | --------------------------------- | ----------------------- | --------------------------------- | --------------------------- | -------------------------- |
| Ercole e Caco                 | La vittoria                | Silvano                    | Bonifiche                         | Arte                    | Enea approda alle foci del Tevere | La distruzione di Cartagine | L'Adriatico                |
| La gioventù italica           |                            | Il Tempo                   | Costruzioni                       | Opere assistenziali     | Roma dea dei mari                 |                             | Il Mediterraneo            |
|                               |                            | Flora                      | Forze armate                      | Meccanica               |                                   |                             | Il Tirreno                 |

L'ingresso del commissariato consta di decorazione a bassorilievo di Publio Morbiducci raffiguranti "La storia di Roma attraverso le opere edilizie" e da una statua bronzea di Italo Griselli rappresentante un ragazzo intento nel saluto fascista; nel secondo dopoguerra, la statua fu modificata nel "Genio dello sport" con l'applicazione di guanti sportivi alle mani.
Sulla facciata, al di sopra del porticato, si legge una lunga iscrizione: «La Terza Roma si dilaterà sopra altri colli lungo le rive del fiume sacro sino alle spiagge del Tirreno», tratta da una citazione di un discorso di Mussolini pronunciato il 31 dicembre 1925 in Campidoglio. Con questa frase il Duce profetizzava una nuova era per Roma, dopo quella pagana e quella dei Papi, che avrebbe visto il territorio dell'Urbe espandersi fino ad approdare a uno sbocco sul mare.
All'interno dell'atrio è conservato un plastico raffigurante il quartiere stesso realizzato per le Olimpiadi del 1960.
L'ingresso delle autorità è abbellito dai gruppi scultorei: Leone in lotta contro il centauro e Eroe che lotta con la chimera realizzati da Dino Basaldella.
Nel salone principale del primo piano è stato ritrovato e ristrutturato un affresco di Giorgio Quaroni raffigurante la fondazione di Roma.
Nella sala del commissario dell'ente e nell'adiacente sala sono conservati dei bozzetti preparatori su tavola di Bruno Saetti per la chiesa di Santi Pietro e Paolo.

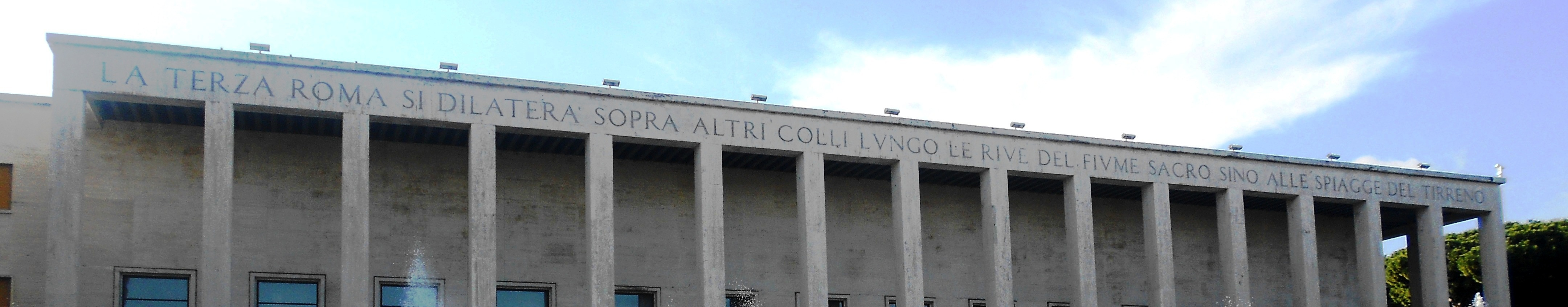
Iscrizione